# نامگذاری آیوپاک در شیمی معدنی
در نامگذاری شیمیایی ،شیمی معدنی یک روش منظم در نامگذاری ترکیبات شیمیایی معدنی است ، همان‌طور که توسط اتحادیه بین المللی شیمی محض و کاربردی توصیه شده است. در نامگذاری شیمی معدنی (که به‌طور غیررسمی به آن کتاب سرخ گفته می شود) منتشر شده است. در حالت ایده آل ، هر ترکیب معدنی باید نامی داشته باشد که از آن می توان فرمول نامشخص را تعیین کرد.

## سیستم
نامهای " کافئین " و " ۳،۷-دی هیدرو-۱،۳،۷-تری متیل-۱H-پورین-۲،۶-دیون " هر دو نشان دهنده یک ماده شیمیایی یکسان هستند. نام کامل ساختار و ترکیب مولکول کافئین را با جزئیاتی کدگذاری می کند و مرجعی بدون ابهام از این ترکیب را ارائه می دهد ، در حالی که نام "کافئین" فقط آن را نامگذاری می کند. این مزایا باعث می شود که نام کامل در صورت نیاز به وضوح و دقت مطلق از اسم رایج برتر باشد. با این حال ، به خاطر کوتاه بودن ، حتی شیمی دانان حرفه ای تقریباً در تمام مدت از نام غیر مستقیم استفاده می کنند ، زیرا کافئین یک ماده شیمیایی رایج شناخته شده و با ساختار منحصر به فرد است. به همین ترتیب ، H 2 O اغلب در انگلیسی به سادگی آب خوانده می شود ، اگرچه نامهای شیمیایی دیگری نیز وجود دارند .

1. یونهای اتمی منفرد با پسوند جانبی شناخته می شوند: به عنوان مثال H - هیدرید است .
2. ترکیبات با یون مثبت ( کاتیون ): نام ترکیب به سادگی نام کاتیون (معمولاً مشابه عنصر) است و به دنبال آنیون. به عنوان مثال، نمک طعام است کلرید سدیم ، و CAF 2 است فلورید کلسیم .
3. کاتیونهایی که بیش از یک بار مثبت از آن گرفته شده اند با شماره های رومی در پرانتز قرار دارند. برای مثال مس + مس (I) ، مس 2+ مس (II) است. یک یادداشت قدیمی تر ، کاهش یافته به معنای اضافه یا زیاد بودن ریشه نام لاتین برای نامگذاری یون ها با بار کمتری یا بیشتر است. براساس این کنوانسیون نامگذاری ، Cu + فنجان است و مس 2+ حجره است. برای نامگذاری مجتمع های فلزی ، صفحه مربوط به کمپلکس (شیمی) را ببینید .
4. اکسی‌آنیون (آنیونهای حاوی اکسیژن) برای مقدار کمتری یا بیشتر اکسیژن به ترتیب با -یت یا -ate نامگذاری می شوند. به عنوان مثال ، NO−
۲ </br> NO−
۲ نیتریت است ، در حالی که NO−
۳ </br> NO−
۳ نیترات است. اگر چهار اکسیژنون امکان پذیر باشد ، از پیشوندهای hypo- و per- استفاده می شود: هیپوکلریت ClO است - ، پرکلرات ClO−
۴ </br> ClO−
۴
5. پیشوند دو بار منسوخ راه نشان دهنده حضور یک هیدروژن یون، همانطور که در " بی کربنات سدیم " (NaHCO 3). روش مدرن به طور خاص اتم هیدروژن نامگذاری شده است. بنابراین، NaHCO ۳ خواهد بود تلفظ کربنات سدیم هیدروژن است.

یون های دارای بار مثبت به کاتیون هایی گفته می شوند و یون های دارای بار منفی آنیون ها نامیده می شوند. کاتیون همیشه نام اول است. یونها می توانند فلزات ، غیر فلزات یا یونهای چند هسته ای باشند. بنابراین ، نام فلز یا یون پلیاتومیک مثبت با نام یون پلیاتومی غیر فلزی یا منفی دنبال می شود. یون مثبت نام عنصر آن حالی که برای یک آنیون غیر فلزی تنها پایان تغییر به -ide حفظ کرده است.
مثال: کلرید سدیم ، اکسید پتاسیم یا کربنات کلسیم .
وقتی این فلز بیش از یک بار یونی یا عدد اکسایش ممکن داشته باشد ، نام آن مبهم می شود. در این موارد تعداد عدد اکسایش (همان میزان بار) یون فلزی توسط یک عدد رومی در پرانتزها بلافاصله پس از نام یون فلزی نشان داده می شود. به عنوان مثال ، در اورانیوم (VI) فلوراید عدد اکسایش اورانیوم ۶ است. نمونه دیگر اکسیدهای آهن است. FeO و آهن (II) اکسید است و آهن ۲ O ۳ آهن (III) اکسید است.
طبق سیستم زیر ، یک سیستم قدیمی از پیشوندها و پسوندها برای نشان دادن تعداد اکسیداسیون استفاده می کرد:
| حالت اکسیداسیون | کاتیونها و اسیدها | آنیونها      |
| --------------- | ----------------- | ------------ |
| پایین ترین      | بسیار خطرناک      | هیپو تیتانیم |
|                 | -ous              | -بله         |
|                 | -مدار مجتمع       | -برو         |
|                 | عادی              | شخصی         |
| بالاترین        | بیش از حد         | بیش از حد    |

بنابراین چهار اکسیاسید کلر به اسید هیپوکلروز (HOCl) ، اسید کلرید (HOClO) ، اسید کلریک (HOClO 2 ) و اسید پرکلریک (HOClO 3 ) گفته می شود و اسید مزدوج مربوط آنها یون های هیپوکلریت ، کلریت ، کلرات و پرکلرات است. این سیستم تا حدی از استفاده خارج نشده است ، اما به نام عمومی بسیاری از ترکیبات شیمیایی زنده مانده است : ادبیات نوین اشاراتی اندک به "کلرید فریک" (در عوض آن را "آهن (III) کلرید") می نامد ، اما نام هایی مانند "پرمنگنات پتاسیم" دارد. "(به جای" منگنات پتاسیم (VII) ") و" اسید سولفوریک "فراوان است.

## نام گذاری سنتی

### نامگذاری ترکیبات یونی ساده
یک ترکیب یونی توسط کاتیون و به دنبال آنیون آن نامگذاری می شود. برای تهیه لیستی از یونهای احتمالی به یون چنداتمی مراجعه کنید.
برای کاتیونهایی که هزینه های مختلفی را بر عهده دارند ، هزینه با استفاده از اعداد رومی در پرانتز بلافاصله پس از نام عنصر نوشته می شود. به عنوان مثال ، مس (NO ۳ ) ۲ نیترات مس (II) است ، زیرا بار دو یون نیترات ( NO−
۳ </br> NO−
۳ ) ۲ است   ×   −۱   =   −۲ ، و از آنجا که بار خالص ترکیب یونی باید صفر باشد ، یون مس دارای بار ۲+ است. بنابراین این ترکیب نیترات مس (II) است. در مورد کاتیونهایی که حالت عدد اکسایش ۴+ دارند ، تنها قالب قابل قبول برای عدد رومی ۴ ، IV است و نه IIII.
اعداد رومی در حقیقت عدد اکسایش را نشان می دهند ، اما در ترکیبات یونی ساده (یعنی مجتمع های فلزی ) این همیشه با بار یونی روی فلز برابر است. برای یک مرور ساده ، به  ، برای اطلاعات بیشتر به صفحات انتخاب شده از قوانین آیوپاک برای نامگذاری ترکیبات معدنی مراجعه کنید بایگانی‌شده  در ۳ مارس ۲۰۱۶ توسط Wayback Machine .

### فهرست نامهای رایج یونی
آنیونهای یکپارچه:
Cl−
 کلرید
S
۲− سولفید
P
۳− فسفید
یون چنداتمی :
NH+
۴ آمونیوم
H
۳O+
 هیدرونیوم
NO−
۳ نیترات
NO−
۲ نیتریت
ClO−
 هیپوکلریت
ClO−
۲ کلریت
ClO−
۳ کلرات
ClO−
۴ پرکلرات
SO۲−
۳ سولفیت
SO۲−
۴ سولفات
HSO−
۳ هیدروژن سولفیت (یا هیدروژن سولفیت)
HCO−
۳ بی‌کربنات (یا بی‌کربنات)
CO۲−
۳ کربنات
PO۳−
۴ فسفات
HPO۲−
۴ مونوهیدروژن فسفات
H
۲PO−
۴ فسفات دی هیدروژن
CrO۲−
۴ کرومات و دی‌کرومات
Cr
۲O۲−
۷ کرومات و دی‌کرومات
BO۳−
۳ سدیم متابورات
AsO۳−
۴ آرسنات
C
۲O۲−
۴ اگزالات
CN−
 سیانور
SCN−
 تیوسیانات
MnO−
۴ پرمنگنات

### نامگذاری هیدراتها
هیدراتها ترکیبات یونی هستند که آب را جذب کرده اند. آنها به عنوان ترکیب یونی و پسوند عددی و- هیدرات نامیده می شوند . پیشوندهای عددی مورد استفاده در زیر ذکر شده است (به ضرب عددی آیوپاک مراجعه کنید):
1. 1. مونونوکلئوز-
  2. دی-
  3. سه
  4. تترا-
  5. پنتا-
  6. هگزا-
  7. هپتا-
  8. اکتا-
  9. نونا-
  10. دکا-

به عنوان مثال، سولفات مس ۴ · ۵H ۲ O است "مس (II) سولفات.

### نامگذاری ترکیبات مولکولی
ترکیبات مولکولی غیر آلی قبل از هر عنصر با پیشوند (فهرست بالا را ببینید) نامگذاری شده است. بیشتر الکترونگاتیو آخرین عنصر و با پسوند -ide نوشته شده است. به عنوان مثال ، H ۲ O (آب) را می توان مونوکسید دی هیدروژن نامید. مولکولهای آلی از این قاعده پیروی نمی کنند. علاوه بر این ، پیشوند تک - با عنصر اول استفاده نمی شود. به عنوان مثال ، SO ۲ دی اکسید گوگرد است ، نه "دی اکسید مونوسولفور". بعضی مواقع پیشوندها هنگامی که واکه انتهایی پیشوند "در تضاد" با یک واکه شروع در ترکیب قرار می گیرد ، کوتاه می شوند. این باعث می شود که اسم راحت تر تلفظ شود. به عنوان مثال ، CO "مونوکسید کربن" است (برخلاف "مونو اکسید").

### استثنائات رایج
تعدادی استثنا و موارد خاص وجود دارد که قوانین فوق را نقض می کند. گاهی پیشوند از اتم اولیه باقی مانده است: I ۲ O ۵ به عنوان ید پنتوکسید شناخته می شود ، اما باید آن را دیودین پنتوکسید نامید . N ۲ O ۳ است که به نام سسکویوکسید نیتروژن.
اکسید اصلی فسفر ، فسفر پنتااکسید نام دارد . در واقع باید دی فسفر پنتااکسید باشد ، اما فرض بر این است که دو اتم فسفر (P ۲ O ۵ ) وجود دارد ، زیرا برای تعادل بین تعداد اعداد اکسایش پنج اتم اکسیژن مورد نیاز هستند. با این حال، شناخته شده است که به صورت واقعی از مولکول P ۴ O ۱۰، نه P ۲ O ۵ است.
در نوشتن فرمول ها، آمونیاک NH ۳ است حتی اگر نیتروژن الکترونگاتیو تر (در خط با کنوانسیون مورد استفاده توسط آیوپاک همان‌طور که در جدول VI دقیق از کتاب قرمز) است. به همین ترتیب ، متان به عنوان CH ۴ نوشته می شود حتی اگر کربن الکتروناتیو تر باشد ( فرمول شیمیایی ).

## نام گذاری شیمی معدنی
نامگذاری شیمی معدنی ، که معمولاً توسط شیمی دانان به عنوان کتاب قرمز خوانده می شود ، مجموعه ای از توصیه ها در نامگذاری آیوپاک است که در فواصل نامنظم توسط آیوپاک منتشر شده است. آخرین نسخه کامل در سال ۲۰۰۵ منتشر شد ،  در نسخه های چاپی و الکترونیکی.

جلد چاپ سال ۲۰۰۵ کتاب سرخ

| سال انتشار | عنوان                                 |
| ---------- | ------------------------------------- |
| ۲۰۰۵       | توصیه های ۲۰۰۵ (کتاب قرمز)            |
| ۲۰۰۱       | توصیه های ۲۰۰۰ (کتاب قرمز دوم) (مکمل) |
| ۱۹۹۰       | توصیه های ۱۹۹۰ (کتاب قرمز۱)           |
| ۱۹۷۱       | قواعد قطعی ۱۹۷۰                       |
| ۱۹۵۹       | قوانین ۱۹۵۷                           |
| ۱۹۴۰/۱۹۴۱  | قوانین ۱۹۴۰                           |

## جسارتهای وابسته
- نامگذاری آیوپاک
- نامگذاری شیمی آلی آیوپاک
- فهرست ترکیبات معدنی
- آب تبلور
- نامگذاری آیوپاک شیمی معدنی ۲۰۰۵ ( کتاب قرمز )
- نامگذاری شیمی آلی ( کتاب آبی )
- مقادیر ، واحدها و نمادهای شیمی فیزیکی ( کتاب سبز )
- جمع بندی اصطلاحات شیمیایی ( کتاب طلا )
- مجموعه ای از نامگذاری تحلیلی ( کتاب نارنجی )